# Ajn Sabil
Ajn Sabil – wieś w Syrii, w muhafazie Aleppo, w dystrykcie As-Safira. W 2004 roku liczyła 1139 mieszkańców.